# Бишелие
Бишѐлие (на италиански: Bisceglie, на местен диалект Vèscégghiè, Вешегие) е пристанищен град и община в Южна Италия, провинция Барлета-Андрия-Трани, регион Пулия. Разположен е на 16 m надморска височина. Населението на града е 54 333 души (към 2009 г.). До 2004 г. общината е била включена в провинция Бари.

## Личности
Родени
- Ерика Моу (р. 1990), италианска поппевица